# 俄羅斯寡頭

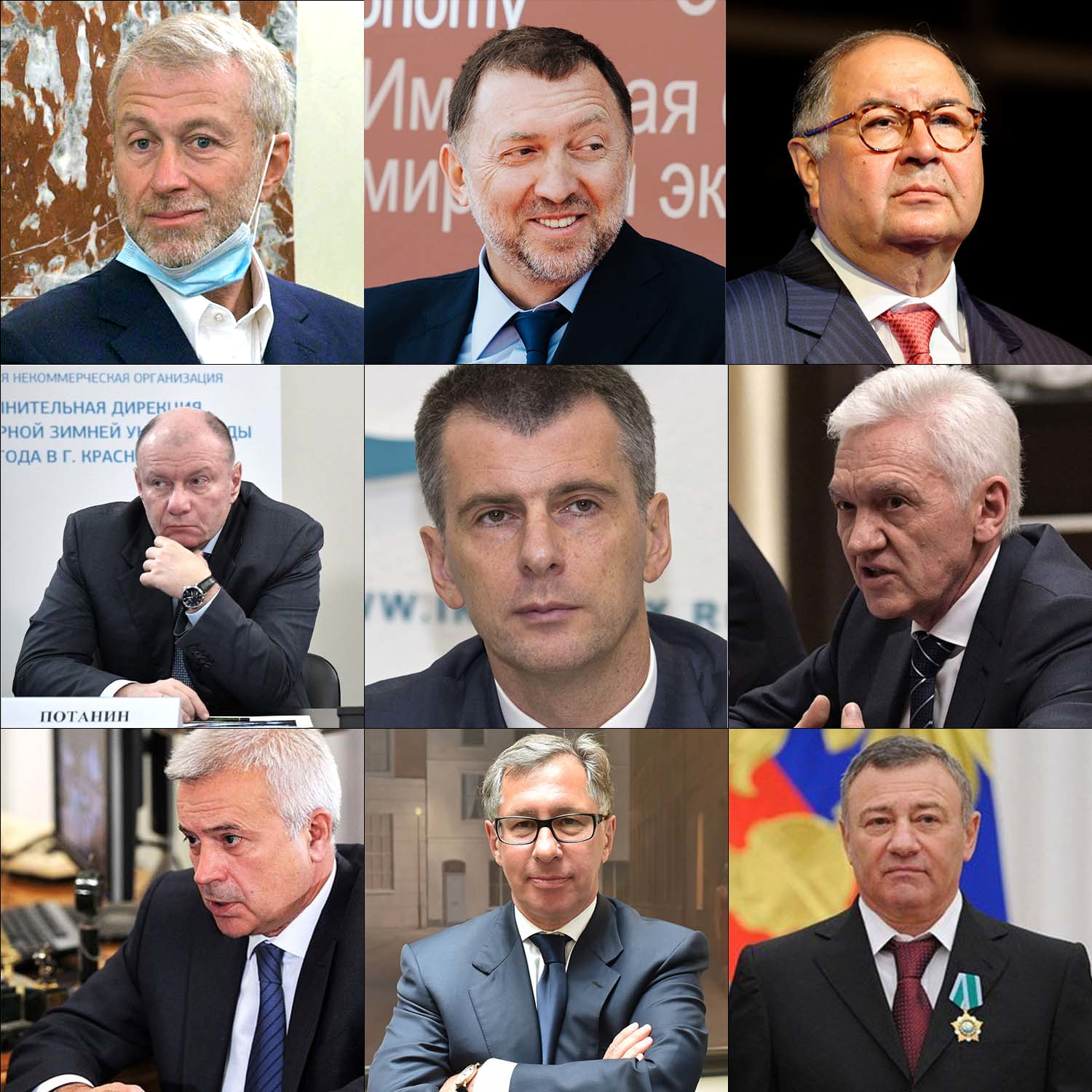
俄羅斯寡頭（左上起至下）：
罗曼·阿布拉莫维奇、奥列格·杰里帕斯卡、阿利舍尔·乌斯曼诺夫、弗拉基米尔·波塔宁、米哈伊爾·普羅霍羅夫、根纳季·季姆琴科、瓦吉特·阿列克佩罗夫、彼得·阿文、阿尔卡季·罗滕贝格。

俄羅斯寡頭是前蘇聯加盟共和國的商業寡頭，他們在1990年代蘇聯解體後的俄羅斯私有化時代迅速積累了財富。失敗的蘇聯對國有資產的所有權提出了質疑，這使得與前蘇聯官員（主要在俄羅斯和烏克蘭）進行非正式交易成為獲得國有財產的一種手段。歷史學家愛德華·基南將當前俄羅斯寡頭比喻為現代的波雅尔（中世紀莫斯科大公国時的強大貴族階級）。
第一批現代俄羅斯寡頭在米哈伊尔·戈尔巴乔夫（1985年至1991年任蘇共總書記）的市場自由化時期成為商業部門的企業家。這些年輕一代的企業家之所以能夠建立起他們最初的財富，是因為戈尔巴乔夫的改革影響了一個時期，這個時期「受監管的價格和準市場價格並存，為套利創造了巨大機會」。
自2017年以來，一些俄羅斯寡頭及其公司因支持「俄羅斯政府在全球的惡意活動」被美國依據《美國敵對國家制裁法案》（CAATSA）予以制裁。

## 2022年俄羅斯軍事侵略烏克蘭
2022年俄罗斯对乌克兰发动侵略战争后，国际社会对众多俄罗斯寡头实施了史上最严厉的经济制裁。有被制裁的寡頭關閉了其豪華遊艇的自動識別系統並駛往不會制裁他們資產的港口。與此同時，陸續有寡頭及其家屬於俄羅斯入侵烏克蘭前一個月或入侵期間遇害，部分被俄羅斯調查人員判斷為自殺。